# 格倫維爾 (紐約州)
格倫維爾（英語：Glenville）是一個位於美國紐約州斯克內克塔迪縣的鎮。

## 人口
根據2020年美國人口普查的數據，格倫維爾的面積為131.40平方千米，當中陸地面積為127.54平方千米，而水域面積為3.85平方千米。當地共有人口29326人，而人口密度為每平方千米223人。